# Tek Pista
Tek Pista szül.: Tek István (Ritkaháza, 1900. december 11. k. – Kétvölgy, 1973. augusztus 31.) magyarországi szlovén mesemondó.
A Vas vármegyei Ritkaházán élt (ma Kétvölgy), feleségével Rüsics Terézzel. Földművelésből, és a háza melletti ki szőlősben szőlőművelésből élt, sőt cipőkészítéssel és bőrcserzéssel is foglalkozott, a két világháború között pedig uradalmi vadász is volt a környéken.
A második világháború alatt katona volt, szolgált Ukrajnában, de a harcokban nem vett részt.
Szülőfalujában, Ritkaházán az embereknek a tökmagköpesztéskor, vagy tollfosztáskor gyakran mesélt régi népi meséket, vagy egyéb saját, mesébe illő történeteivel szórakoztatta a falusiakat.
1972-ben, 72 éves korában Krajczár Károly nyugalmazott apátistvánfalvi tanár tőle is gyűjtött kilenc vend népmesét, amelyek a többi szlovén falu meséivel együtt egy kötetben jelentek meg később.
Alig egy év múlva, szívbetegsége következtében meghalt.

## Meséi
- A gazdag Márkó (Bogaté Marko)
- A három parasztfiú (Trije pavarni pojbič)
- A három fivér és a húguk (Trije bratje in njihova sestra)
- A király körtefája (Hruška na kraljevem gradec)
- A molnár lánya, meg a zsiványok (Mlinarjevi hčéj in živanji)
- Két testvér (Brat in sestra)
- Erős János (Maučni Janči)
- A boltos fia és az anyja (Bautoši sin in njevoga mati)
- A cigány és az ördög (Vrag pa ciganj)